# OK Computer
| Recensione       | Giudizio       |
| ---------------- | -------------- |
| AllMusic         |                |
| Drowned in Sound | 10/10          |
| The Guardian     |                |
| NME              | 10/10          |
| Paste            |                |
| Pitchfork        | 10/10          |
| Rolling Stone    |                |
| Tiny Mix Tapes   | 10/10          |
| Uncut            |                |
| The A.V. Club    | A              |
| Ondarock         | Pietra miliare |
| Q                |                |

OK Computer è il terzo album in studio del gruppo musicale britannico Radiohead, pubblicato il 21 maggio 1997 dalla Parlophone e dalla Capitol Records.
Si tratta della prima pubblicazione autoprodotta del gruppo, con l'aiuto di Nigel Godrich, ed è stato registrato nell'Oxfordshire e a Bath, e completato per la maggior parte nella storica magione di St. Catherine's Court. Esso ha rappresentato un vero e proprio punto di svolta dal precedente lavoro del gruppo, The Bends, basato sulla chitarra e su testi introspettivi, per dirigersi verso testi astratti e musica sperimentale, che pose le basi per tutti i lavori successivi del gruppo. È unanimemente considerato dalla critica uno dei migliori album degli anni novanta, nonché uno dei migliori album rock di sempre. Portò infatti un cambio di rotta dal genere più popolare in quel decennio, il britpop, a un rock alternativo più melanconico e atmosferico, che sarebbe poi prevalso negli anni 2000.
Il disco ha esteso la popolarità dei Radiohead in tutto il mondo e ha da allora venduto circa 8 milioni di copie; ha raggiunto la vetta della Official Albums Chart britannica e ha debuttato al numero 21 nella Billboard 200 statunitense, miglior posto raggiunto dal gruppo all'epoca. Il disco trionfò ai Grammy Awards 1998 nella categoria Alternative Music Performance e nel febbraio dello stesso anno i lettori della rivista britannica Q lo votarono come miglior album di sempre; la rivista Rolling Stone lo ha inserito al 42º posto della sua lista dei 500 migliori album. Nel 2015 è stato definito «culturalmente, storicamente o esteticamente significativo» dalla Biblioteca del Congresso e scelto per l'inclusione nel National Recording Registry.

## Descrizione

### Primi eventi
Nel 1995, i Radiohead intrapresero un tour per promuovere il loro secondo album, The Bends. A metà del tour Brian Eno chiese alla band di contribuire con una canzone a The Help Album, una compilation di beneficenza organizzata da War Child. L'album doveva essere registrato nel corso di una sola giornata, il 4 settembre 1995, per essere distribuito quella settimana. Quel giorno i Radiohead registrarono Lucky in cinque ore con l'ingegnere Nigel Godrich, che aveva assistito il produttore John Leckie con The Bends, e aveva prodotto diversi b-side dei Radiohead. Godrich ha detto sulla sessione del The Help Album: "Queste cose sono le più stimolanti, quando si fanno delle cose davvero velocemente e non c'è tempo da perdere. Ci siamo sentiti abbastanza euforici. In un certo senso speravo di essere coinvolto nel prossimo album".
Per promuovere il The Help Album, Lucky è stata scelta come traccia principale, che però arrivò al numero 51 in classifica dopo che BBC Radio 1 scelse di non riprodurla. Questo deluse il cantante Thom Yorke, ma ha poi detto che Lucky ha plasmato il suono nascente e l'umore dei loro imminente disco: "Lucky rappresentava ciò che volevamo fare. È stato il primo segno sul muro".
Il The Bends Tour per i Radiohead fu molto stressante e perciò presero una pausa verso gennaio 1996. La band, durante la prima stesura del materiale, cercò di prendere le distanze da quello che era lo stile di The Bends. Il batterista Phil Selway disse: "C'è stato un sacco di ricerca interiore [su The Bends]. Farla di nuovo in un altro album sarebbe terribilmente noioso.". Yorke, compositore principale dei testi, disse a quel tempo: "Potremmo fare un altro disco deprimente, morboso e negativo liricamente, ma non ne avevo molta voglia, per niente. E sto volutamente scrivendo solo le cose positive che sento o vedo. Non sono ancora in grado di metterle in musica, ma non voglio forzare le cose".
Il successo commerciale e di critica di The Bends ha dato alla band la spinta per scegliere di auto-produrre il loro terzo album. La loro etichetta Parlophone ha dato loro un budget £ 100.000 per le attrezzature e una scadenza a tempo indeterminato per la registrazione. Il chitarrista Jonny Greenwood ha detto "Il solo concept che abbiamo avuto per questo album era che volevamo registrarlo lontano dalla città e che volevamo registrarlo da soli". Il chitarrista Ed O'Brien disse: "Tutti dicevano, 'Potrai vendere sei o sette milioni di copie, se farete uscire un "The Bends Pt. 2'", ma noi pensavamo 'lotteremo contro quest'idea e faremo l'opposto' ".
Un certo numero di produttori, tra cui importanti personaggi come Scott Litt, si sono offerti per il ruolo di produttore, ma la band era propensa per Godrich, dopo le ultime sessioni con lui. Lo hanno consultato su quali attrezzature utilizzare, e si sono preparati per le sessioni acquistando le proprie attrezzature, tra cui un riverbero a piatto acquistato da Jona Lewie. Sebbene Godrich aveva cercato di focalizzarsi sul suo progetto di musica dance elettronica, il suo ruolo di aiutante divenne sempre più importante e divenne co-produttore dell'album.

### Registrazione
Nel luglio 1996, i Radiohead iniziarono le registrazioni di OK Computer nel loro studio "Canned Applause", un capannone convertito vicino a Didcot, Oxfordshire. Pur senza le scadenze imposte dalla casa discografica, che contribuirono allo stress durante le sessioni di The Bends, la band era in difficoltà, a causa, secondo Selway della scelta di auto-produrre l'album. I membri hanno lavorato quasi allo stesso modo nella produzione e nella composizione della musica, anche se Yorke era ancora saldamente "la voce più forte" secondo O'Brien. Godrich, che ha lavorato come collaboratore e manager esterno, disse che i Radiohead "necessitavano di avere un'altra persona al di fuori del gruppo, soprattutto quando erano tutti a suonare insieme. [...] il termine produzione di un disco significa assumersi una responsabilità".
Dalle sessioni di OK Computer in poi, Godrich è stato considerato dal gruppo come un "sesto membro".
I Radiohead alla fine hanno deciso che il "Canned Applause" non era in una posizione soddisfacente, che Yorke ha attribuito alla sua vicinanza alle case dei vari membri della band, e che Jonny Greenwood ha attribuito alla sua mancanza di strutture per la ristorazione e per il bagno. Il gruppo aveva quasi completato la registrazione di quattro canzoni: "Electioneering", "No Surprises", "Subterranean Homesick Alien" e "The Tourist". Su richiesta della loro etichetta la band prese una pausa dalla registrazione per intraprendere un tour americano di 13 date nel 1996, aprendo per Alanis Morissette. In queste date i Radiohead eseguirono le prime versioni di parecchie nuove canzoni. Una di queste, "Paranoid Android", si è evoluta da una canzone di quattordici minuti con lunghi assoli di organo a una più vicina alla versione dell'album di sei minuti.
Durante il tour il regista Baz Luhrmann ha chiesto ai Radiohead di scrivere una canzone per il suo film Romeo + Giulietta. Luhrmann ha dato al gruppo il filmato degli ultimi 30 minuti del film; Yorke ha dichiarato: "Quando abbiamo visto la scena in cui Claire Danes punta la Colt 45 contro la sua testa, abbiamo iniziato a lavorare alla canzone immediatamente". Poco dopo, la band ha scritto e registrato Exit Music (For a Film); la traccia viene riprodotta durante i titoli di coda del film, ma non è stata inclusa nella colonna sonora, su richiesta della band. Yorke in seguito ha detto che la canzone ha contribuito a plasmare il resto dell'album, e che "è stata la prima performance che avevamo mai registrato dove ogni nota ha fatto girare la mia testa, era qualcosa di cui ero davvero fiero".
La maggior parte di OK Computer è stato registrato tra settembre e ottobre 1996 presso la storica mansione di St. Catherine's Court.
I Radiohead hanno ripreso le sessioni di registrazione nel settembre 1996 alla St.Catherine's Court, un palazzo storico vicino a Bath, proprietà dell'attrice Jane Seymour. Il cambiamento ha segnato un passaggio importante nel processo di registrazione. Greenwood, confrontando il palazzo con le impostazioni precedenti in studio, ha detto che la registrazione a St. Catherine's Court "è stata più o meno come un esperimento in laboratorio, che è quello che è di solito essere in uno studio".
Il gruppo ha fatto ampio uso delle diverse stanze e dell'acustica in tutta la casa. I cori di Exit Music (For a Film) presentano un effetto eco ottenuto registrando su una scalinata in pietra e Let Down è stata registrata alle 3 del mattino in una sala da ballo. L'isolamento ha permesso alla band di lavorare a un ritmo diverso, con orari di lavoro più flessibili e spontanei. O'Brien ha detto che "la più grande pressione è stata effettivamente completare la registrazione. Non hanno dato le solite scadenze e abbiamo avuto completa libertà di fare quello che volevamo". O'Brien era soddisfatto delle registrazioni, stimando che l'80% del disco fosse stato registrato dal vivo. Egli disse: "Odio fare sovraincisioni, perché semplicemente sembra naturale... Qualcosa di speciale accade quando si suona dal vivo". Yorke ha registrato molte delle sue tracce vocali in un unico take.
I Radiohead sono tornati a "Canned Applause" in ottobre per le prove, e hanno completato la maggior parte di OK Computer in ulteriori sessioni presso St Catherine's Court. Gli archi sono stati registrati agli Abbey Road Studios di Londra nel gennaio 1997. L'album è stato masterizzato nello stesso posto, e mixato nei due mesi seguenti in vari studi della città.
Un brano intitolato Fitter Happier, indicata nel retro del disco con caratteri più piccoli a fianco a Karma Police, viene inserita come traccia fantasma subito dopo quest'ultimo brano.

### Copertina
La copertina è un collage di vari elementi su sfondo bianco: tra questi spicca l'immagine di un raccordo autostradale. Si è scoperto che quel raccordo è quello che collega l'Interstatale 84 all'Interstatale 91 a Hartford, in Connecticut, una delle ultime località in cui suonarono i Radiohead prima di registrare Ok Computer. Inoltre è disegnato Algie, il maiale volante dei Pink Floyd protagonista della copertina del loro album Animals.

## Tracce
Musiche di Thom Yorke, Jonny Greenwood, Philip Selway, Ed O'Brien, Colin Greenwood.
1. Airbag – 4:44
2. Paranoid Android – 6:23
3. Subterranean Homesick Alien – 4:27
4. Exit Music (For a Film) – 4:24
5. Let Down – 5:00
6. Karma Police – 4:21
7. Fitter Happier – 1:57 – traccia fantasma
8. Electioneering – 3:50
9. Climbing Up the Walls – 4:45
10. No Surprises – 3:48
11. Lucky – 4:20
12. The Tourist – 5:24

DVD bonus nella Special Collectors Edition
1. Paranoid Android
2. Karma Police
3. No Surprises
4. Paranoid Android (Later... with Jools Holland, 31 May 1997)
5. No Surprises (Later ... with Jools Holland, 31 May 1997)
6. Airbag (Later ... with Jools Holland, 31 May 1997)

OKNOTOK – CD bonus nella riedizione del 2017
1. I Promise – 3:59
2. Man of War – 4:29
3. Lift – 4:06
4. Lull – 2:25
5. Meeting in the Aisle – 3:07
6. Melatonin – 2:08
7. A Reminder – 3:52
8. Polyethylene (Parts 1 & 2) – 4:22
9. Pearly – 3:38
10. Palo Alto – 3:51
11. How I Made My Millions – 3:07

## Formazione
Gruppo
- Thom Yorke – voce, chitarra, pianoforte, arrangiamento strumenti ad arco
- Jonny Greenwood – chitarra, tastiera, violoncello, arrangiamento strumenti ad arco
- Ed O'Brien – chitarra, voce, arrangiamento strumenti ad arco
- Colin Greenwood – basso, arrangiamento strumenti ad arco
- Philip Selway – batteria, arrangiamento strumenti ad arco

Altri musicisti
- Adam Cummings – chitarra aggiuntiva

Produzione
- Nigel Godrich – produzione, ingegneria del suono
- Radiohead – produzione
- Jim Warren – ingegneria del suono
- Chris "King Fader" Blair – mastering
- Gerard Navarro – assistenza tecnica
- Jon Bailey – assistenza tecnica
- Chris Scard – assistenza tecnica

## Classifiche

### Classifiche settimanali
| Classifica (1997-2025) | Posizione massima |
| ---------------------- | ----------------- |
| Australia              | 7                 |
| Austria                | 17                |
| Belgio (Fiandre)       | 1                 |
| Belgio (Vallonia)      | 3                 |
| Canada                 | 2                 |
| Europa                 | 3                 |
| Finlandia              | 10                |
| Francia                | 3                 |
| Germania               | 13                |
| Irlanda                | 1                 |
| Italia                 | 6                 |
| Lituania               | 47                |
| Norvegia               | 4                 |
| Nuova Zelanda          | 1                 |
| Paesi Bassi            | 2                 |
| Portogallo             | 9                 |
| Regno Unito            | 1                 |
| Stati Uniti            | 21                |
| Svezia                 | 3                 |
| Svizzera               | 40                |

### Classifiche di fine anno
| Classifica (1997) | Posizione |
| ----------------- | --------- |
| Belgio (Fiandre)  | 11        |
| Belgio (Vallonia) | 23        |
| Francia           | 28        |
| Nuova Zelanda     | 10        |
| Paesi Bassi       | 40        |
| Regno Unito       | 8         |
| Classifica (1998) | Posizione |
| Canada            | 69        |
| Nuova Zelanda     | 19        |
| Regno Unito       | 41        |